# Упорой (Брянская область)
Упорой — село в Выгоничском районе Брянской области, в составе Кокинского сельского поселения. Расположено в 4 км к северо-западу от села Кокино. Население — 18 человек (2010).

## История
Упоминается (как деревня) с XVII века; первоначально входила в состав Подгородного стана Брянского уезда. До 1764 года — владение Свенского монастыря. С 1752 года — село с храмом Михаила Архангела (частично сохранилось каменное здание 1815 года).
С последней четверти XVIII века до 1922 года село входило в Трубчевский уезд (с 1861 — в составе Красносельской волости, с 1910 в Кокинской волости). В конце XIX века была открыта школа грамоты.
В 1922—1929 — в Выгоничской волости Бежицкого уезда; с 1929 в Выгоничском районе, а в период его временного расформирования (1932—1939, 1963—1977) — в Брянском районе.
До 1980 года входило в Паниковецкий сельсовет.